# Sopita Tanasan
Sopita Tanasan (taj. โสภิตา ธนสาร; ur. 23 grudnia 1994 w Sawi) – tajska sztangistka, mistrzyni olimpijska i wicemistrzyni świata.

## Kariera
W 2012 roku została wicemistrzynią świata juniorów w wadze do 53 kg oraz mistrzynią Azji juniorów w tej samej kategorii. W 2013 zdobyła złoty medal mistrzostw Azji juniorów i brązowy medal mistrzostw świata juniorów oraz wywalczyła brązowy medal mistrzostw świata w wadze do 53 kg, ale po dyskwalifikacji srebrnej medalistki Cristiny Iovu zdobyła srebro. W 2014 została mistrzynią Azji juniorów w kategorii do 53 kg i wicemistrzynią świata juniorów w tej samej wadze oraz zajęła 4. miejsce na mistrzostwach świata. W 2015 zajęła 4. miejsce na mistrzostwach świata. W 2016 została mistrzynią olimpijską w wadze do 48 kg.